# Porsche Tennis Grand Prix 2023
Il Porsche Tennis Grand Prix 2023 è stato un torneo femminile di tennis giocato sulla terra rossa indoor. È stata la 45ª edizione del torneo che fa parte della categoria WTA 500 nell'ambito del WTA Tour 2023. Si è giocato nella Porsche Arena di Stoccarda in Germania dal 17 al 23 aprile 2023.

## Partecipanti

### Teste di serie
| Nazionalità | Giocatrice       | Ranking* | Testa di serie |
| ----------- | ---------------- | -------- | -------------- |
| Polonia     | Iga Świątek      | 1        | 1              |
|             | Aryna Sabalenka  | 2        | 2              |
| Tunisia     | Ons Jabeur       | 4        | 3              |
| Francia     | Caroline Garcia  | 5        | 4              |
| Stati Uniti | Coco Gauff       | 6        | 5              |
| Kazakistan  | Elena Rybakina   | 7        | 6              |
|             | Dar'ja Kasatkina | 8        | 7              |
| Grecia      | Maria Sakkarī    | 9        | 8              |

* Ranking al 10 aprile 2023.

### Altre partecipanti
Le seguenti giocatrici hanno ricevuto una wild card per il tabellone principale:
- Paula Badosa
- Tatjana Maria
- Jule Niemeier
- Emma Raducanu

Le seguenti giocatrici sono passate dalle qualificazioni:

- Cristina Bucșa
- Ylena In-Albon
- Tamara Korpatsch
- Petra Martić

La seguente giocatrice é subentrata in tabellone come lucky loser:
- Alycia Parks

### Ritiri
Prima del torneo
- Belinda Bencic → sostituita da  Anastasija Potapova
- Petra Kvitová → sostituita da  Alycia Parks

## Partecipanti al doppio

### Teste di serie
| Nazione     | Giocatrice               | Nazione     | Giocatrice       | Ranking | Testa di serie |
| ----------- | ------------------------ | ----------- | ---------------- | ------- | -------------- |
| Ucraina     | Ljudmyla Kičenok         | Lettonia    | Jeļena Ostapenko | 18      | 1              |
| Stati Uniti | Desirae Krawczyk         | Paesi Bassi | Demi Schuurs     | 21      | 2              |
| Stati Uniti | Nicole Melichar-Martinez | Messico     | Giuliana Olmos   | 21      | 3              |
| Canada      | Gabriela Dabrowski       | Brasile     | Luisa Stefani    | 34      | 4              |

* Ranking al 11 aprile 2022.

### Altre partecipanti
La seguente coppia di giocatrici ha ricevuto una wild card per il tabellone principale:
- Mona Barthel /  Anna-Lena Friedsam

La seguente coppia é subentrata in tabellone come alternate:
- Vivian Heisen /  Ingrid Neel

### Ritiri
Prima del torneo
- Linda Fruhvirtová /  Ingrid Gamarra Martins → sostituite da  Vivian Heisen /  Ingrid Neel

## Campionesse

### Singolare
Iga Świątek ha sconfitto in finale  Aryna Sabalenka con il punteggio di 6-3, 6-4.
- É il tredicesimo titolo in carriera per Świątek, il secondo della stagione.

### Doppio
Desirae Krawczyk /  Demi Schuurs hanno sconfitto in finale  Nicole Melichar-Martinez /  Giuliana Olmos con il punteggio di 6-4, 6-1.